# Нова социална поезия
„Нова социална поезия“ е литературна група, създадена от Владимир Сабоурин, през септември 2016 г.
Основополагащ текст на групата е „Манифест на новата социална поезия“, написан в съавторство от Сабоурин и Прасков.
Публикуван на 9 септември 2016 г. в социалната мрежа Фейсбук, Манифестът е допълнен и/или подписан от Венцислав Арнаудов, Ани Илков, Кирил Василев (поет), Кева Апостолова, Златомир Златанов, Иван Карадочев, Милен Русков, Белослава Димитрова, Марио Коев, Мария Каро, и др.
Манифестът настоява на разграничаването на групата от лайфстайл литературата и академичния постмодернизъм, колабориращи според авторите му в рамките на културната индустрия.
Политическата ориентация на групата се определя противоречиво: за писателката Силвия Томова тя е „лява“, за литературния историк Илиян Шехада – „антикомунистическа“. В перспективата на едно анархистично-есхатологично схващане на поезията за Вл. Сабоурин е проблематична самата идея за политическо разполагане на групата.
Първа изява на литературната група е поетическото четене „10 ноември: Край на Мирния преход“, в което взимат участие Ани Илков, Белослава Димитрова, Божидар Пангелов, Васил Прасков, Васил Ряхов, Владимир Левчев, Владимир Сабоурин, Диляна Велева, Кирил Василев, Кристиан Илиев, Марианна Георгиева, Мария Каро, Николай Владимиров, Ружа Матеева, Стефан Гончаров и Стефани Гончарова. Прочетени са също така стихове от неприсъстващите на четенето, но подписали Манифеста поети Георги Николов, Виктор Иванов, Елена Янева, Златомир Златанов, Ивайло Мерджанов, Марио Коев и Ружа Велчева. Симеон Шиндаров (виолончело) изпълнява авторска композиция.,
Периодично издание на групата е списание  „Нова социална поезия“, създадено в началото на ноември 2016 г. от Владимир Сабоурин, Стефан Гончаров и Васил Прасков в сътрудничество с Петър Тушков и сп. „Сборище на трубадури“. На 7 декември 2016 г. е премиерата на първия брой на списанието „Брой 1. Нова социална поезия чете“ в клуб „Maze“ с участието на Анна Христова, Божидар Пангелов, Валентина Йоргова, Васил Прасков, Василия Костова, Владимир Сабоурин, Диляна Велева, Жара Гавран, Ива Спиридонова, Кристиан Илиев, Лилия Йовнова, Лиляна Тодорова, Мария Каро, Николай Владимиров, Ради Йовчев, Росен Желязков, Стефан Гончаров и Стефани Гончарова.
На 4 януари 2017 г. е публикуван „Втори Манифест на Нова социална поезия“, чиято централна тема са постоталитарните превъплъщения на „добрия вкус“.
Групата ползва като мото фразата на боксьора Кубрат Пулев „Продължаваме напред“. По-късната ѝ употреба като заглавие на едноименната книга на Владислав Христов предизвиква остра реакция от страна на групата.. В рамките на дебата около употребата на фразата Вл. Сабоурин публикува текст, очертаващ значението, което „Нова социална поезия“ влага в мотото си.
В интервю пред водещия на „Срещу стената“ (БНР, Радио София) Лъчезар Христов В. Прасков прави равносметка на първите 6 броя на сп. „Нова социална поезия“, определяйки функцията му като подобна на изпълняваната от сп. „Родна реч“.
От 28 май 2017 г. движението съществува в два формата: НСП-Манифест и НСП-Свободна сцена. Скоро след това обаче Свободната сцена се отделя като „Нова асоциална поезия“ начело с Васил Прасков, докато Владимир Сабоурин остава в НСП. Причината за отделянето е скандалът около публикацията в сп. „Егоист“, представяща Нова социална поезия.
На 9 септември 2017 г. е отбелязана първата годишнина на Нова социална поезия с анкетата „1 година Манифест“ и представянето на Брой 8 (Септември).
На 10 януари 2018 г. е публикуван английският превод на „Манифеста на новата социална поезия“, направен от британския писател и преводач Кристофър Бъкстон. В негов превод излиза англоезична антология на Нова социална поезия. Френскоезичната антология излиза през пролетта на същата година в превод на Красимир Кавалджиев.
В края на май 2018 г. е публикувана „Нова социална поезия. Антология“ под редакцията на Александър Николов (поет), Ваня Вълкова, Венцислав Арнаудов, Владимир Сабоурин, Иван Маринов, Николай Фенерски и Христина Василева.
В началото на май 2020 г. е публикуван испанският превод на антологията „Nueva Poesía Social. La Antología“ под редакцията на Марко Видал, Ваня Вълкова, Венцислав Арнаудов, Владимир Сабоурин, Йоанна Златева и Христина Василева.
През май 2021 г. излиза от печат „Нова социална поезия. Антология ІІ“.